# Чернов, Николай Александрович
Николай Александрович Чернов (1913 — неизвестно) — советский футболист, полузащитник. Тренер.
Бо́льшую часть карьеры провёл в клубе «Крылья Советов» Москва (1933—1935, 1937—1940, 1942—1948); в чемпионате СССР в 1938, 1940, 1945—1947 годах сыграл 60 матчей (плюс один аннулированный). Также выступал за СТЗ Сталинград (1932), ДКА БВО Смоленск (1935—1936), «Профсоюзы-1» Москва (три аннулированных матча в неоконченном чемпионате 1941 года), «ЗиФ» Москва (1941).
Старший тренер «Химика» Дзержинск (1959—1960). Тренер «Зари» Дзержинск (1960), «Химика» Березники (1964—1968).